# Pyrgus cacaliae
Pyrgus cacaliae — бабочка из семейства толстоголовок.

## Этимология названия
Cacalia (латинское, ботаническое) - какалиа - название растения.

## Описание
Длина переднего крыла 13 - 15 мм.

## Ареал и места обитания
Центральная и Юго-восточная Европа. В Восточной Европе известна только из Южных Карпат на территории Румынии.
Бабочки населяют кустарниковые заросли, субальпийские и альпийские луга на высотах 1800 - 2300 метров над уровнем моря.

## Биология
Развивается за год в одном поколении. Время лёта длится с июня по август. Бабочки летают среди травяной растительности и низких кустарников.
Самки откладывают яйца поштучно на нижнюю сторону листьев кормовых растений, которыми выступают различные виды лапчатки.